# Pavlodarsol
Pavlodarsol (russisch Павлодарсоль) ist einer der ältesten Salzproduzenten in Kasachstan mit Sitz in Pawlodar.
Pavlodarsol produziert sowohl Speisesalz als auch technisches Salz. Im Jahr 2007 produzierte das Unternehmen 16 Tausend Tonnen Salz und ist somit, nach Araltuz, der zweitgrößte Salzproduzent Kasachstans.
Zu den Kunden von technischem Salz gehören unter anderem die Unternehmen ArcelorMittal, Kazatomprom, Kazzinc und Kazakhmys. Außerdem wird das Salz auch nach Kirgisistan und Russland exportiert. 
In den Jahren 2006 und 2007 musste Pavlodarsol Insolvenz anmelden. Das Unternehmen konnte allerdings vor einer Schließung bewahrt werden und operiert heute an zwei Salzseen im Gebiet Pawlodar.